# شهرستان جرالد (داکوتای جنوبی)
شهرستان جرالد، داکوتای جنوبی (به انگلیسی: Jerauld County, South Dakota) یک سکونتگاه مسکونی در ایالات متحده آمریکا است که در داکوتای جنوبی واقع شده‌است.

## خصوصیات
شهرستان جرالد ۱٬۳۸۰ کیلومترمربع مساحت دارد.